# ري هيغوتشي
ري هيغوتشي (باليابانية: 樋口黎)، من مواليد 28 يناير 1996، هي مصارعة يابانية، شاركت في عدة بطولات وحققت ميداليتين في دورة الألعاب الأولمبية.

## المسيرة المهنية
يدرس هيغوتشي في جامعة نيبون لعلوم الرياضة. تعرّض لكسر في يده اليمنى في أكتوبر 2015، لكنه فاز ببطولة اليابان الوطنية في ديسمبر من نفس العام.
شارك هيغوتشي في الجائزة الكبرى الذهبية إيفان ياريغين 2017 في 28 يناير 2017. في التصفيات، أُقصي على يد غازيمراد رشيدوف من روسيا، لكنه عاد لينافس وفاز بالميدالية البرونزية ضد بولات باتوييف من روسيا.
حصل على الميدالية الفضية في فئة وزن 57 كيلوغراماً في 18 سبتمبر 2023 بطولة العالم للمصارعة 2023 في بلغراد. في النهائي، خسر أمام المصارع الصربي ستيفان ميتيتش.
في باريس 2024، فاز بالميدالية الذهبية.